# LCA (Automarke)
LCA war eine brasilianische Automarke.

## Markengeschichte
Lívio Cezar Amaro stellte in seinem Unternehmen in Fortaleza zwischen 1979 und Mitte der 1980er Jahre Automobile her. Der Markenname lautete LCA.

## Fahrzeuge
Im Angebot stand ein VW-Buggy. Er basierte auf einem Fahrgestell von Volkswagen do Brasil mit Heckmotor. Die offene Fiberglas-Karosserie hatte keine Türen. Hinter den vorderen Sitzen war ein Überrollbügel, der mit einer Strebe mit dem oberen Rahmen der Windschutzscheibe verbunden war. Eckige Scheinwerfer waren in die Fahrzeugfront integriert.